# Europäische Wirtschaftsgemeinschaft

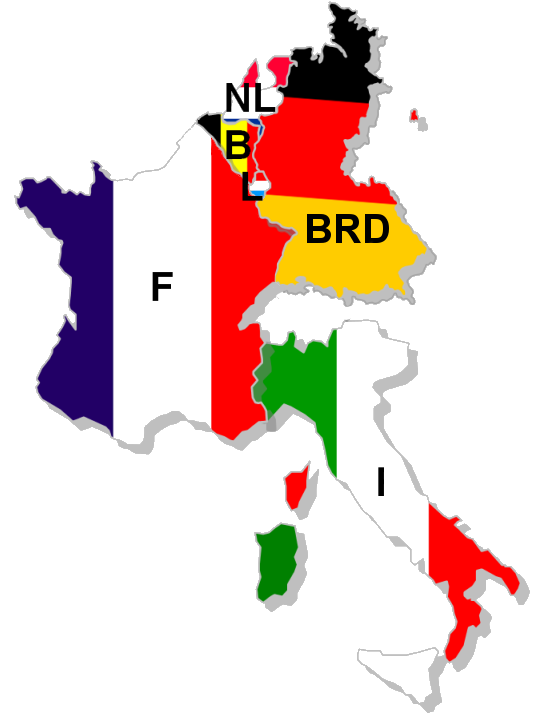
Gründungsmitglieder der EWG

Europäische Wirtschaftsgemeinschaft (EWG) hieß ein Zusammenschluss europäischer Staaten. Das Ziel war die europäische Integration durch eine gemeinsame Wirtschaftspolitik. Am 25. März 1957 wurde die EWG durch Belgien, Frankreich, Italien, Luxemburg, die Niederlande und die Bundesrepublik Deutschland gegründet.
Zeitgleich gründete man Euratom für die Zusammenarbeit auf dem Gebiet der Kernenergie. Man nennt die beiden Verträge die Römischen Verträge. Hinzu kam die Europäische Gemeinschaft für Kohle und Stahl, die es bereits seit 1952 gab. Zusammen sprach man von den drei Europäischen Gemeinschaften. Die EWG entwickelte sich zur weitaus bedeutendsten unter diesen. Seit 1967 hatten sie allerdings bereits dieselben Organe.
Am 7. Februar 1992 wurde der Vertrag von Maastricht unterzeichnet. Er trat zum 1. November 1993 in Kraft. Er benannte die EWG in Europäische Gemeinschaft (EG) um, die eine Säule der neugegründeten Europäischen Union (EU) wurde. Am 1. Dezember 2009 trat der Vertrag von Lissabon in Kraft. Dadurch wurde die EG vollständig integriert und aufgelöst. Auf diese Weise entstand die heutige Europäische Union als Rechtsnachfolgerin der EG.

## Geschichte

Die Europaflagge, offizielles Symbol der Europäischen Gemeinschaften ab 1986

Die Idee zur Schaffung eines Gemeinsamen Marktes reicht bis in die Zeit der gescheiterten EVG-Verträge 1952 zurück. Verschiedene europäische Politiker wie Jean Monnet, der belgische Außenminister Paul-Henri Spaak sowie sein niederländisches Pendant Willem Beyen waren maßgeblich an der Wiederbelebung des europäischen Gedankens beteiligt. Sie sahen die beste Möglichkeit der europäischen Kooperation auf wirtschaftlichem Gebiet, da nach der Ablehnung der EVG durch die Französische Nationalversammlung (30. August 1954) diese Form der europäischen Zusammenarbeit im militärischen und politischen Bereich vorerst fehlgeschlagen war.
Auf der Konferenz von Messina im Juni 1955 beschlossen die Außenminister der EGKS eine allgemeine wirtschaftliche Einigung der Volkswirtschaften, die Schaffung gemeinsamer supranationaler Institutionen, eine Sozialharmonisierung durch Verwirklichung allgemeiner Sozialstandards und eine Zusammenarbeit auf dem Nuklearsektor. Man beschloss auf der Konferenz von Messina die Einsetzung eines Regierungsausschusses unter Vorsitz von Paul-Henri Spaak („Spaak-Kommission“) zur Ausarbeitung der Grundlagen und Möglichkeiten des Gemeinsamen Marktes (Frage nach Einbeziehung verschiedener Wirtschaftssektoren). Innerhalb der deutschen Bundesregierung gab es unterschiedliche Strömungen; zwei dominierten:
- die Institutionalisten wollten die wirtschaftliche Integration Europas durch Wirtschaftsbestimmungen und eine zentrale Hohe Behörde verwirklichen;
- die Funktionalisten hingegen wollten sie durch Freihandel und möglichst wenig Eingriffsmöglichkeiten eines europäischen Organs verwirklichen.

Die sechs Staaten der EGKS einigten sich bei den Regierungsverhandlungen auf Grund des Berichts der Spaak-Kommission auf die Vereinheitlichung des Gemeinsamen Marktes
- durch Abschaffung von Kontingentierungen (mengenmäßige Ein- und Ausfuhrbeschränkungen) und Zollschranken,
- durch freien Dienstleistungs-, Personen- und Kapitalverkehr,
- durch eine gemeinsame Handelspolitik gegenüber Drittstaaten und
- durch die Schaffung europäischer Institutionen.

Man erreichte auch eine Einigung hinsichtlich der zivilen Nutzung der Atomenergie (Euratom). Die Verhandlungen über den Gemeinsamen Markt standen unter dem Eindruck des Ungarnaufstandes (1956) und der Suezkrise; diese führten den Regierungschefs die Notwendigkeit der europäischen Zusammenarbeit eindringlich vor Augen. Der Vertrag zur Gründung der Europäischen Wirtschaftsgemeinschaft (EWG-Vertrag) und jener der Europäischen Atomgemeinschaft (EAG-Vertrag/Euratom) wurden am 25. März 1957 in Rom von den sechs Mitgliedern der Montanunion – Frankreich, Italien, Bundesrepublik Deutschland, Belgien, Niederlande und Luxemburg – unterzeichnet (Römische Verträge). Am 1. Januar 1958 traten die Verträge in Kraft; Walter Hallstein wurde erster Präsident der EWG-Kommission.
Zum 1. Januar 1961 kam es zu einer ersten Teilangleichung der nationalen Zollsätze der EWG-Staaten mit dem Ziel eines einheitlichen Außenzolls. Die Verwirklichung der Zollunion und die Einführung eines gemeinsamen Außenzolls erfolgte am 1. Juli 1968. Im Juni 1961 wurde ein Assoziierungsabkommen der EWG mit Griechenland unterzeichnet.
Im Sommer 1961 stellten die drei Staaten Irland (31. Juli), Vereinigtes Königreich (9. August) und Dänemark (10. August) den Antrag auf Beitritt zur EWG. Am 30. April 1962 beantragte auch Norwegen den Beitritt.
Am 14. Januar 1963 sprach sich der französische Staatspräsident de Gaulle gegen den EWG-Beitritt des Vereinigten Königreichs aus. Sein Veto überraschte die EWG-Kommission und die fünf anderen Mitgliedsstaaten.
Am 29. Januar 1963 wurden die Beitrittsverhandlungen der EWG mit dem Vereinigten Königreich abgebrochen. Am 20. Juli 1963 wurde das Yaoundé-Abkommen (ein Assoziierungsabkommen frankophoner afrikanischer Staaten und Madagaskar mit der EWG) unterzeichnet und am 12. September 1963 ein Assoziierungsabkommen mit der Türkei. Am 8. April 1965 wurde der Vertrag zur Einsetzung eines gemeinsamen Rates und einer gemeinsamen Kommission der Europäischen Gemeinschaften („Fusionsvertrag“) unterzeichnet; damit wurden die Exekutivorgane der Europäischen Gemeinschaften (EGKS, EWG und Euratom) zusammengelegt.
1967 beantragten das Vereinigte Königreich (10. Mai), Dänemark (11. Mai) und Norwegen (24. Juli) zum zweiten Mal den Beitritt zur EWG und Schweden am 28. Juli erstmals. Ein Assoziierungsabkommen der EWG mit Marokko und Tunesien wurde am 4. März 1969 geschlossen. Am 29. Juli 1969 wurde ein zweites Yaoundé-Abkommen unterzeichnet, das am 1. Januar 1971 in Kraft trat.
Am 1. und 2. Dezember 1969 fassten die Staats- und Regierungschefs der Europäischen Gemeinschaften (inzwischen war Georges Pompidou französischer Staatspräsident) auf ihrem Gipfeltreffen in Den Haag Beschlüsse zur beschleunigten Integration, zur Einführung einer Wirtschafts- und Währungsunion (WWU) bis 1980 und zur politischen Zusammenarbeit sowie die Aufnahme von Beitrittsverhandlungen mit Dänemark, dem Vereinigten Königreich, Irland und Norwegen. Diese Verhandlungen begannen am 30. Juni 1970. Bei einer Volksabstimmung im September 1972 lehnten 53,5 Prozent der Abstimmenden einen EWG-Beitritt Norwegens ab. Dänemark, das Vereinigte Königreich und Irland traten zum 1. Januar 1973 bei.
Durch den Vertrag von Maastricht wurde 1993 die EWG in Europäische Gemeinschaft (EG) umbenannt und war eine der drei Säulen der Europäischen Union. Die anderen beiden Säulen betrafen die innere und die äußere Sicherheit. Auf diesen Gebieten war die Zusammenarbeit anders organisiert, so hatte das Europäische Parlament nur wenig Mitsprache. Eine Rechtspersönlichkeit besaß allerdings nur die EG.

## Mitgliedstaaten
Die folgende Tabelle zeigt alle Staaten, die der Europäischen Wirtschaftsgemeinschaft vor ihrer Umbenennung in Europäische Gemeinschaft (1. November 1993) angehörten.

Europa zwischen 1986 und 1990, blau eingefärbt die EWG

| Staat                      | Beitritt      | Bevölkerung (1990) |
| -------------------------- | ------------- | ------------------ |
| Belgien                    | 25. März 1957 | 10.016.000         |
| Dänemark                   | 1. Jan. 1973  | 5.146.556          |
| Frankreich                 | 25. März 1957 | 56.718.000         |
| Bundesrepublik Deutschland | 25. März 1957 | 63.254.000         |
| Griechenland               | 1. Jan. 1981  | 10.120.000         |
| Irland                     | 1. Jan. 1973  | 3.521.000          |
| Italien                    | 25. März 1957 | 56.762.700         |
| Luxemburg                  | 25. März 1957 | 384.400            |
| Niederlande                | 25. März 1957 | 14.892.300         |
| Portugal                   | 1. Jan. 1986  | 9.862.500          |
| Spanien                    | 1. Jan. 1986  | 38.993.800         |
| Vereinigtes Königreich     | 1. Jan. 1973  | 57.681.000         |

Anmerkungen dazu
1. ↑  Aufgrund der Zugehörigkeit zu Dänemark war Grönland ebenfalls Mitglied der Europäischen Wirtschaftsgemeinschaft, trat aber nach erfolgreichen Autonomiebestrebungen und nach einer Volksabstimmung 1982 aus. Siehe Grönland-Vertrag.

## Zeitliche Einordnung
| Unterz. In Kraft Vertrag                    | 1948 Brüsseler Pakt                                               | 1951 1952 Paris                                                   | 1954 1955 Pariser Verträge                      | 1957 1958 Rom                                       | 1965 1967 Fusions- vertrag                          | 1986 1987 Einheitliche Europäische Akte | 1992 1993 Maastricht     | 1992 1993 Maastricht          | 1997 1999 Amsterdam           | 2001 2003 Nizza        | 2001 2003 Nizza | 2007 2009 Lissabon |  |  |  |  |  |  |  |  |  |
|                                             |                                                                   |                                                                   |                                                 |                                                     |                                                     |                                         |                          |                               |                               |                        |                 |                    |  |  |  |  |  |  |  |  |  |
| Europäische Gemeinschaften                  | Europäische Gemeinschaften                                        | Drei Säulen der Europäischen Union                                | Drei Säulen der Europäischen Union              | Drei Säulen der Europäischen Union                  | Drei Säulen der Europäischen Union                  | Drei Säulen der Europäischen Union      |                          |                               |                               |                        |                 |                    |  |  |  |  |  |  |  |  |  |
|                                             | Europäische Atomgemeinschaft (Euratom)                            | Europäische Atomgemeinschaft (Euratom)                            | →                                               |                                                     |                                                     |                                         | ←                        |                               |                               |                        |                 |                    |  |  |  |  |  |  |  |  |  |
|                                             |                                                                   |                                                                   | →                                               | Europäische Gemeinschaft für Kohle und Stahl (EGKS) | Europäische Gemeinschaft für Kohle und Stahl (EGKS) | Vertrag 2002 ausgelaufen                | Vertrag 2002 ausgelaufen |                               | Europäische Union (EU)        | Europäische Union (EU) |                 |                    |  |  |  |  |  |  |  |  |  |
|                                             |                                                                   |                                                                   | →                                               | Europäische Wirtschaftsgemeinschaft (EWG)           | Europäische Wirtschaftsgemeinschaft (EWG)           |                                         | ←                        | Europäische Gemeinschaft (EG) | Europäische Gemeinschaft (EG) | Europäische Union (EU) |                 |                    |  |  |  |  |  |  |  |  |  |
|                                             |                                                                   |                                                                   | →                                               | Justiz und Inneres (JI)                             |                                                     |                                         | ←                        | Europäische Gemeinschaft (EG) | Europäische Gemeinschaft (EG) | Europäische Union (EU) |                 |                    |  |  |  |  |  |  |  |  |  |
|                                             | Polizeiliche und justizielle Zusammenarbeit in Strafsachen (PJZS) | Polizeiliche und justizielle Zusammenarbeit in Strafsachen (PJZS) | →                                               | Justiz und Inneres (JI)                             | ←                                                   |                                         |                          |                               |                               | Europäische Union (EU) |                 |                    |  |  |  |  |  |  |  |  |  |
| Europäische Politische Zusammenarbeit (EPZ) | →                                                                 | Gemeinsame Außen- und Sicherheitspolitik (GASP)                   | Gemeinsame Außen- und Sicherheitspolitik (GASP) | Gemeinsame Außen- und Sicherheitspolitik (GASP)     | ←                                                   |                                         |                          |                               |                               | Europäische Union (EU) |                 |                    |  |  |  |  |  |  |  |  |  |
| Westunion (WU)                              | Westunion (WU)                                                    | Westeuropäische Union (WEU)                                       | Westeuropäische Union (WEU)                     | Westeuropäische Union (WEU)                         | Westeuropäische Union (WEU)                         |                                         |                          |                               |                               | Europäische Union (EU) |                 |                    |  |  |  |  |  |  |  |  |  |
| Westunion (WU)                              | Westunion (WU)                                                    | Westeuropäische Union (WEU)                                       | Westeuropäische Union (WEU)                     | Westeuropäische Union (WEU)                         | Westeuropäische Union (WEU)                         | aufgelöst zum 1. Juli 2011              |                          |                               |                               |                        |                 |                    |  |  |  |  |  |  |  |  |  |
|                                             |                                                                   |                                                                   |                                                 |                                                     |                                                     |                                         |                          |                               |                               |                        |                 |                    |  |  |  |  |  |  |  |  |  |